# Zona Libre de Colón

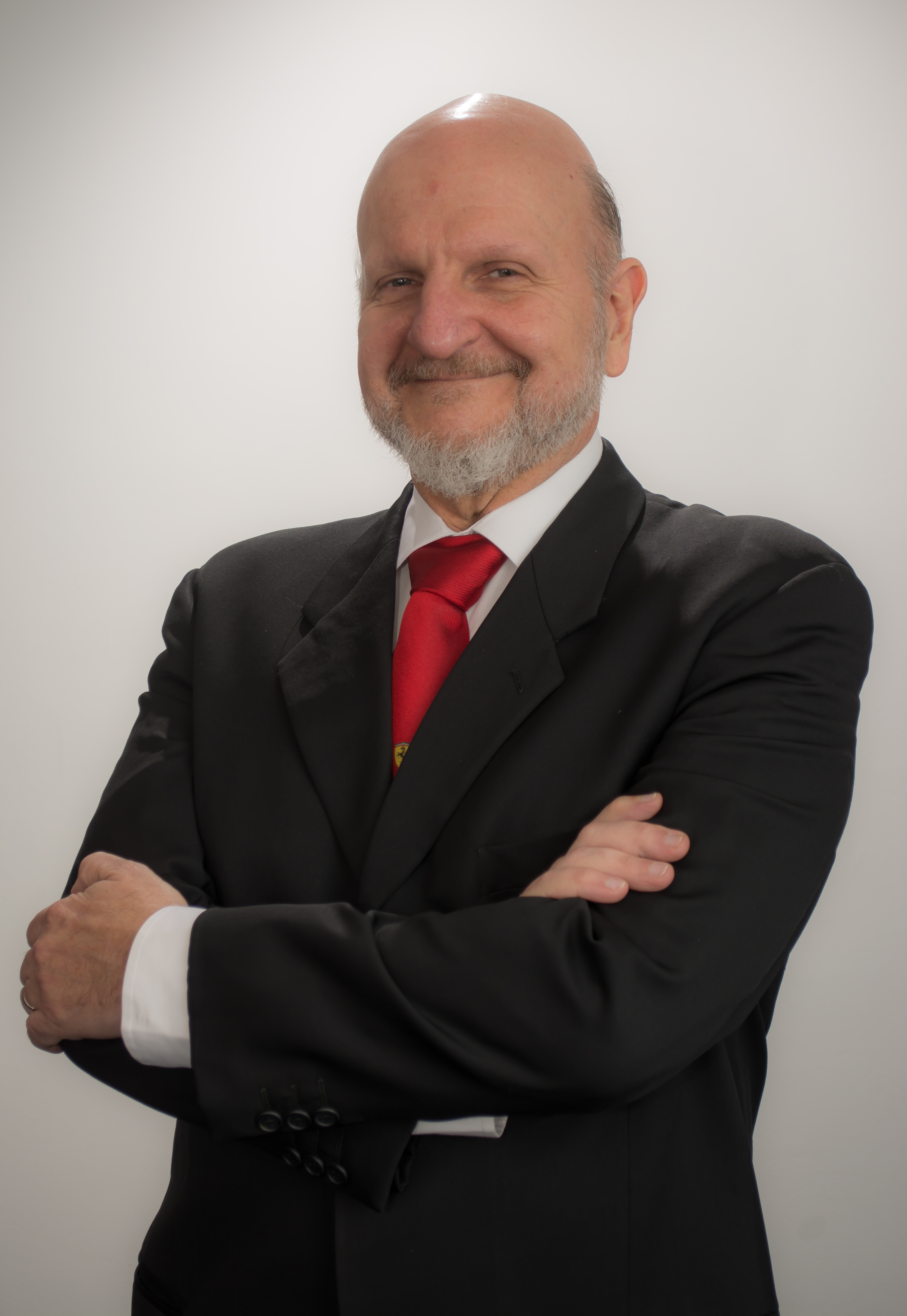
Giovanni Ferrari, Gerente de la Zona Libre de Colón.

La Zona Libre de Colón (Zolicol o ZLC) es una zona franca de primera generación localizada en la costa caribeña de Panamá en la provincia de Colón, dentro de la ciudad de Colón aunque fuera de su jurisdicción municipal que funciona como entidad autónoma de Panamá. Se encuentra en la esquina sudeste de la Ciudad de Colón y ocupa 1,064.58 hectáreas, es la zona franca más grande del continente americano y la segunda del mundo, así como la primera plataforma de distribución logística de América Latina.
Capta servicios y centros de importación, almacenaje, embalaje y reexportación de productos de todas partes del mundo, en especial aparatos eléctricos, productos farmacéuticos, licores, entre otros. Las principales importaciones provienen de China, Singapur y los Estados Unidos y con destino a países de Sudamérica, Centroamérica y el Caribe.
Fue creada por el Decreto Ley n.º 18 de 17 de junio de 1948 como institución autónoma del Estado panameño, como un área para desarrollar las ventajas competitivas del país al encontrarse en la entrada del canal de Panamá por el océano Atlántico. Recientemente, la legislación de la Zona Libre de Colón fue modernizada por el Decreto Ley n.º 8 de 4 de abril de 2016 para darle paso a nuevos modelos de negocio dentro de esta área económica especial tales como comercio electrónico, construcción y operación de puertos entre otras actividades comerciales.
Esta zona franca cumple 75 años como líder de la región, abrió sus puertas en 1948 con la primera empresa en instalarse y operar en ZLC, Motta Internacional. Hoy ZLC cuenta con más de 2,600 compañías usuarias, y recibe la visita de inversionistas, turistas y nacionales que deseen invertir y comprar artículos al por mayor y libre de impuestos de importación y exportación. 
Zona Libre de Colón está compuesta por 9 áreas segregadas. La primera es conocida como el Casco Viejo de la ZLC y en ella se concentran las vitrinas y showrooms de las empresas. La segunda más conocida es el área de France Field, donde operan los centro de almacenamiento de mercancías por su cercanía a pocos minutos de los puertos Manzanillo International Terminal y Colon Container Terminal. Las otras 7 áreas segregadas de la zona franca son Coco Solo, Coco Solito, 20 de Diciembre, Parque Logístico, el Aeropuerto Enrique Jiménez, Isla Margarita y Davis, donde operan centros de distribución de multinacionales como HP, Huawei, Koyo, Payless Shoesource; y que ofrecen áreas para desarrollo de empresas y negocios.
El transporte de mercancías en la Zona Libre de Colón funciona a través de un sistema de transporte multimodal llamado Plataforma Logística Multimodal del Comercio Mundial que integra los puertos marítimos Manzanillo International Terminal, Colon Container Terminal, Puerto de Cristóbal; el Ferrocarril de Panamá; el Aeropuerto Internacional Enrique Adolfo Jiménez y la Autopista Panamá-Colón.
En la Zona Libre de Colón se permite introducir, almacenar, exhibir, acondicionar, empacar, reempacar, desempacar, fraccionar envíos, embalar, recargar, envasar, montar, agrupar, etiquetar, mezclar, conservar y, en general, todas las actividades relacionadas con la operación y manipulación de toda clase de mercancías, productos, bienes, envases y demás efectos de comercio para la importación, exportación y reexportación. Revisar marco jurídico aquí http://gacetas.procuraduria-admon.gob.pa/28004-C_2016.pdf
La Zona Libre de Colón en el siglo XXI se reinventa con la Ley 8 para abrir paso a inversiones y negocios como la construcción y operación de puertos para buques super post panamax, la prestación de servicios de carga aérea desde el Aeropuerto Enrique Jiménez, y la introducción del Comercio Electrónico, proyecto con el cual se busca convertir a Zolicol en el centro de distribución por excelencia de toda Latinoamérica.

"Lo que es bueno para Zona Libre, es bueno para Colón. Lo que es bueno para Colón, es bueno para Panamá"
Giovanni Ferrari, Gerente de la Zona Libre de Colón.

## Historia

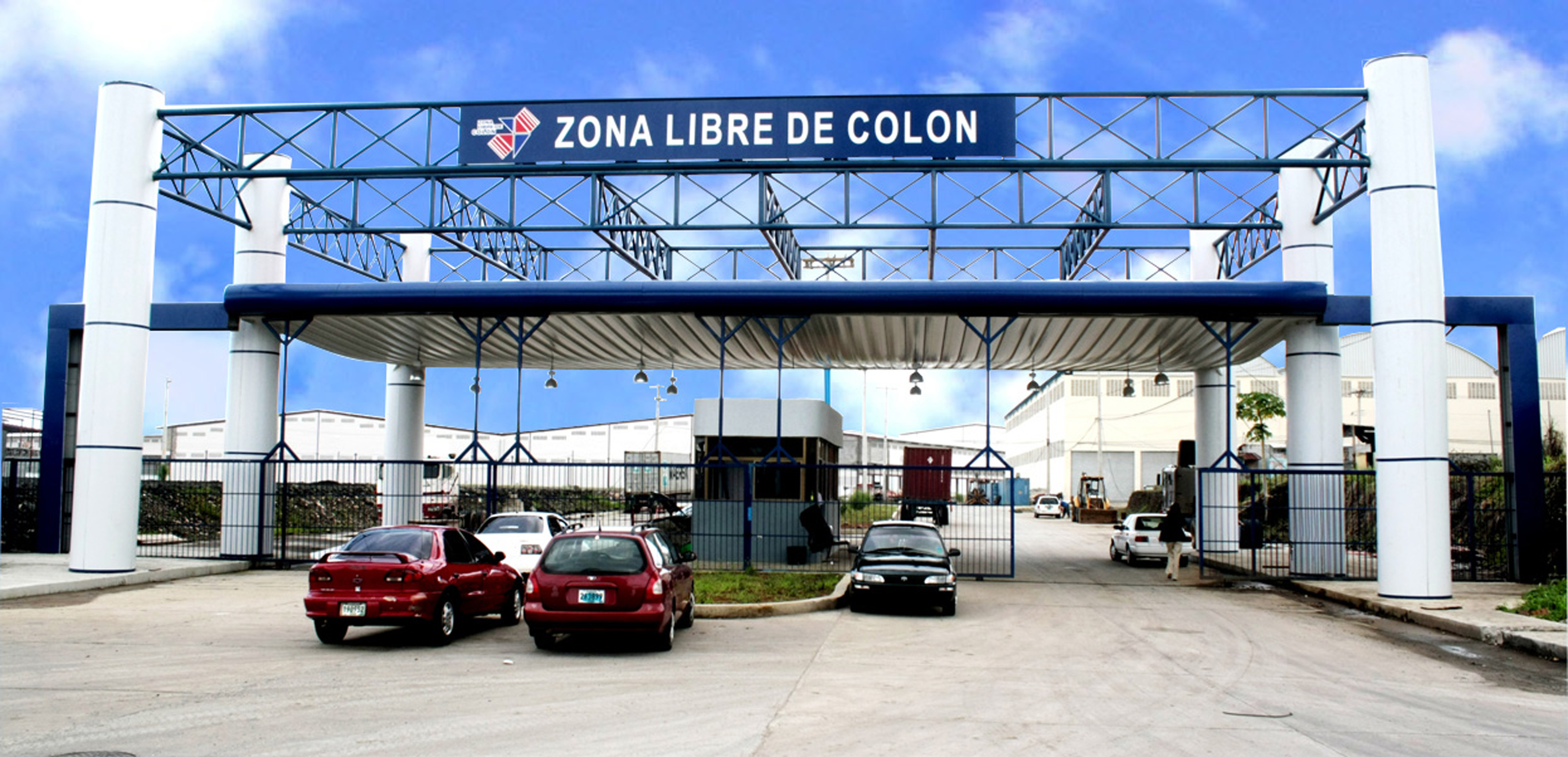
Una de las entradas a la Zona Libre de Colón.

Desde 1917, tres años después de la apertura del Canal de Panamá, se discutió la posibilidad de construir una zona franca en el área en Colón. La Cámara de Comercio de Colón planteó el proyecto de una zona franca en 1929, el proyecto fue tomado en cuenta después de la Segunda Guerra Mundial, en 1948. 
Durante el conflicto internacional, muchos terratenientes panameños alquilaron terrenos para la construcción de centros de defensa y centros para proporcionar servicios para el movimiento de tropas estadounidenses; con el fin de la llegada de las tropas, comenzaron las dificultades. Con el fin de paliar estas dificultades, Enrique A. Jiménez, presidente en 1945, tuvo la iniciativa de convertir en realidad el proyecto de zona franca, utilizando con ese fin la posición geográfica de los puertos y la vía fluvial interoceánica, paso crucial de la navegación mundial. Jimenéz recomendó la reconsideración del proyecto preparado por George E. Roberts, vicepresidente del First National City Bank de Nueva York, que contemplaba la creación de la Zona Libre de Colón y había sido presentado al gobierno ya en 1929.

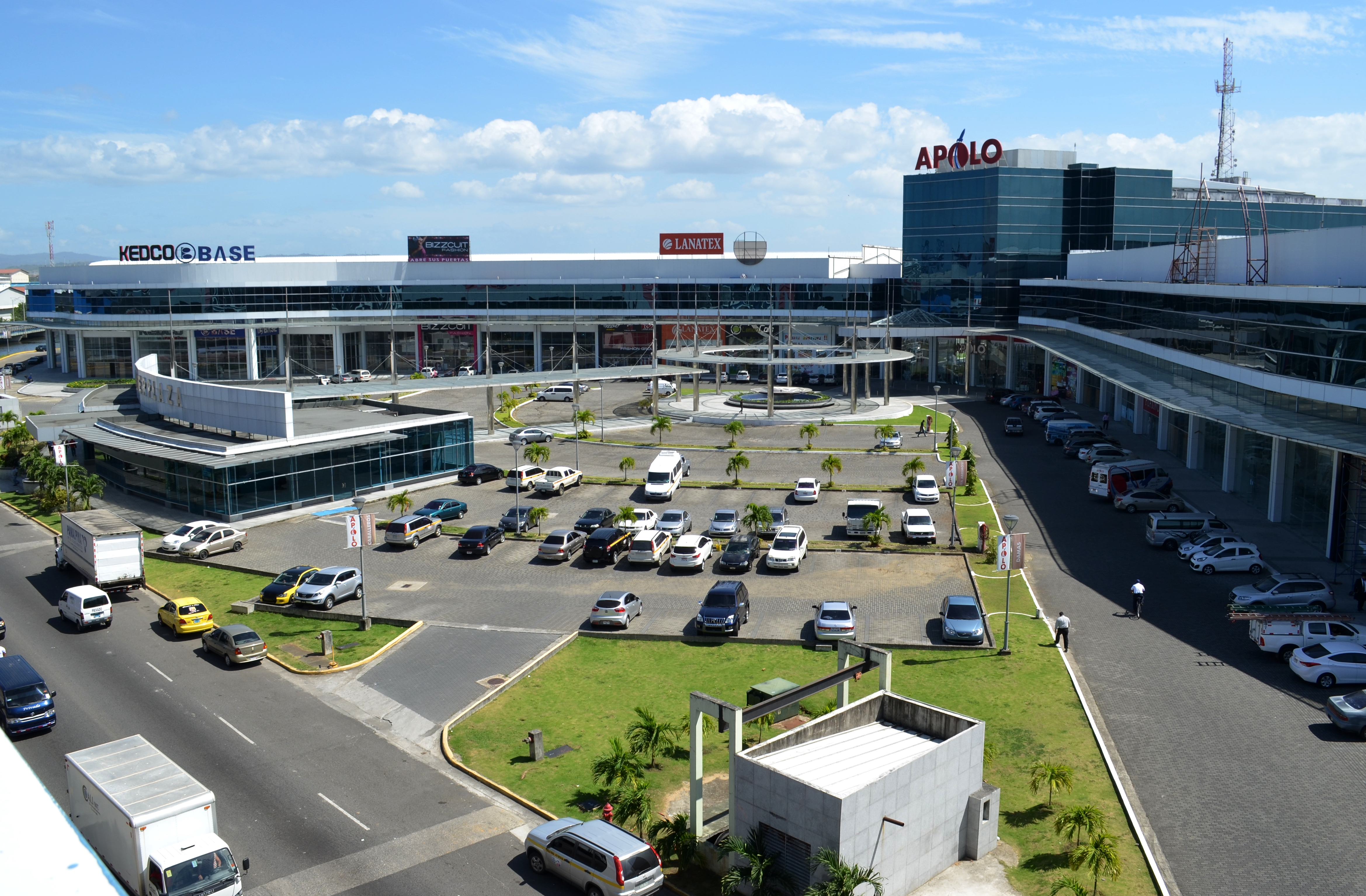
Proyecto Interplaza en la Zona Libre de Colón

En 1946 el gobierno panameño contrató al estadounidense Thomas E. Lyons, un funcionario del Departamento de Comercio de los Estados Unidos y reconocida autoridad en el diseño de «zonas francas», la realización de un estudio de viabilidad en el área sugerida por el proyecto. A partir de sus recomendaciones, el gobierno dio su aprobación dos años después, en junio de 1948, creando una entidad autónoma de 36 hectáreas donde el comercio de productos estuviera exentos de tarifas y tuviese poco papeleo. La Zona Libre de Colón tendrá su propia personería jurídica sólo dependiente de la Presidencia de la República y de la Contraloría General de Panamá. Lyons concibió la zona franca como un centro estratégico que conectara las industrias de Estados Unidos y Europa con los clientes de América Latina, concentrando en un mismo punto geográfico principalmente bodegas pero también industrias de los proveedores, lo que a su vez traería beneficios colaterales a Panamá en el área de la construcción, precios de la tierra, transferencia de conocimientos gerenciales, estimulación del turismo de negocios, industrialización de Panamá, aumento de los ingresos del Canal de Panamá y aumento del tráfico aéreo.
Las proyecciones de Lyons se cumplieron y cientos de empresas se mudaron a la ZLC. A partir de 1970 cuando Panamá se convierte en un centro bancario internacional más empresas se establecen en la zona franca, y en 1988 su área se expande a casi 300 hectáreas convirtiéndose en la zona franca más grande del hemisferio occidental y la segunda más grande del mundo siguiendo a Hong Kong. En la década de 1980 la zona franca empieza a tener competencia de otras zonas francas en Miami y el Caribe, y además se vio afectada por la crisis de la deuda en otros países de América Latina que redujeron sus importaciones.

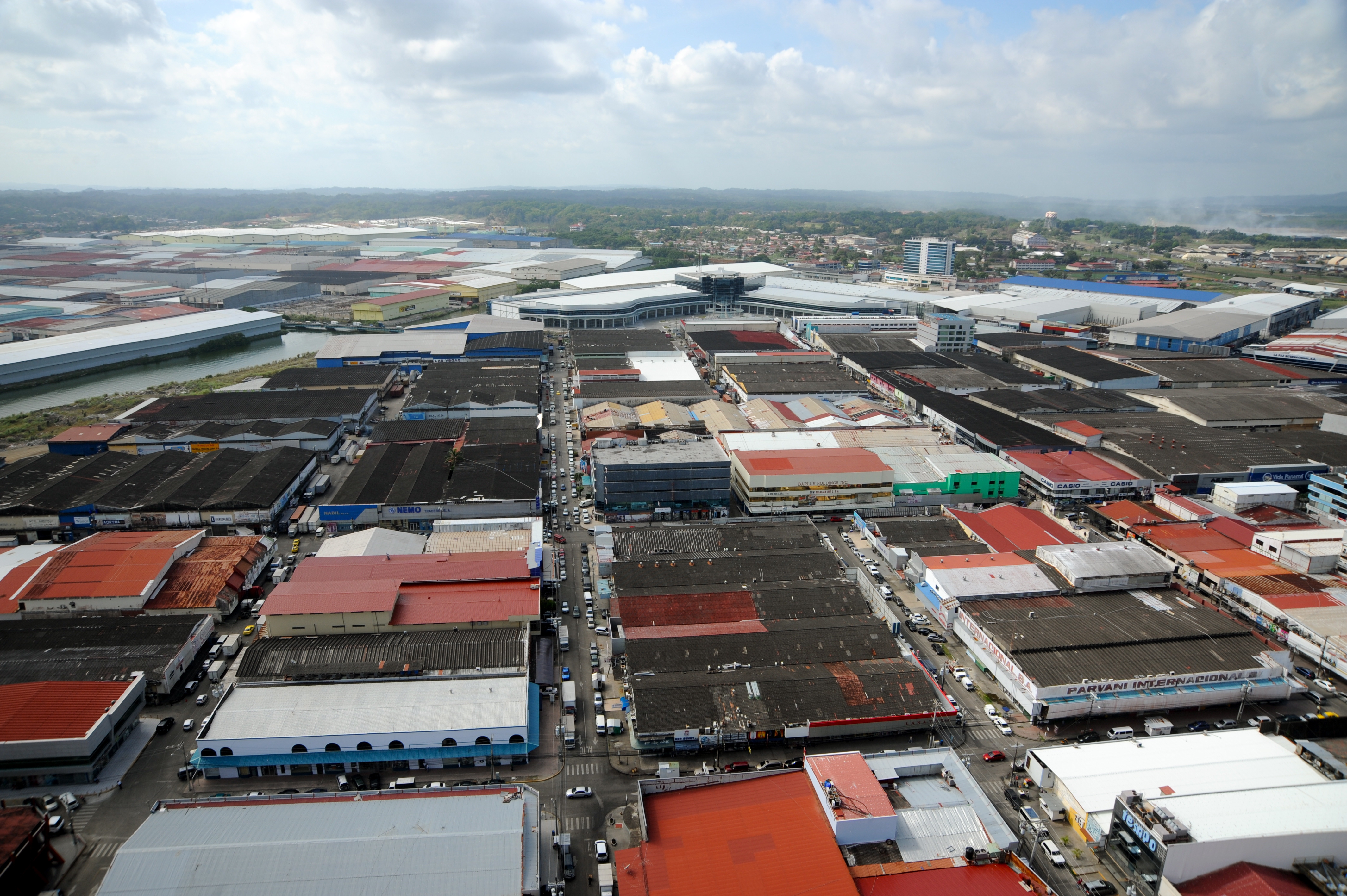
Bodegas y comercios en la Zona Libre de Colón

En la década de 1990 la Zona Libre de Colón recupera su fortaleza al convertirse en sede para América Latina de empresas de Japón y de países recientemente industrializados de Asia y en centro de reexportaciones hacia los Estados Unidos.
El 87 % de todas las importaciones de la Zona Libre durante 2004 provinieron principalmente de Hong Kong, Taiwán, Estados Unidos, Japón, Corea, Francia, México, Italia, Suiza, Reino Unido, Malasia y Alemania. En el mismo año, Colombia es el comprador más grande de mercancía, con casi el 16 por ciento de todas sus exportaciones. Otros compradores importantes son Venezuela, el propio mercado interno de Panamá, Guatemala, Ecuador, Costa Rica, República Dominicana, Estados Unidos, Chile, Honduras, Brasil, Nicaragua y El Salvador. Estos países adquirieron alrededor del 83 % de todas las exportaciones de la Zona Libre de Colón.
En el siglo XXI una idea promovida por algunos empresarios es la de expandir algunos de los beneficios de la Zona Libre de Colón a la ciudad de Colón para mejorar las condiciones socioeconómicas de esta última. El proyecto es llamado Colón Puerto Libre.

## Aspectos tributarios
Las utilidades provenientes de operaciones exteriores están totalmente exentas del impuesto sobre las ganancias.
Los dividendos que provienen de operaciones externas o de aquellas ejecutadas en el extranjero están sujetos el 5 % en concepto de impuesto de dividendos, según estableció la ley 8 de 2010: 

"Las personas jurídicas o empresas establecidas o que se establezcan en la Zona Libre de Colón o en cualquiera otra zona o área libre establecida o que se cree en el futuro quedan obligadas a retener el Impuesto de Dividendo o cuota de participación del cinco por ciento (5 %) de las utilidades que distribuya a sus accionistas o socios cuando estas sean provenientes de: 
1. Fuente panameña u operaciones interiores o locales;
2. Fuente extranjera u operaciones exteriores o de exportación; y
3. Renta exenta del Impuesto sobre la Renta, prevista en los literales f, l y n del artículo 708 del Código"

Las empresas domiciliadas en la Zona Libre de Colón están sujetas a pagar el 1 % anual sobre el valor del patrimonio neto que tengan al finalizar su período fiscal, en concepto de impuesto Aviso de Operación. Un impuesto que para los empresarios de la Zona Libre de Colon debido a la situación actual es causante del cierre de múltiples empresas este año 2016.